# Gare de Wittelsheim
La gare de Wittelsheim est une gare ferroviaire française fermée de la ligne de Strasbourg-Ville à Saint-Louis, située sur le territoire de la commune de Wittelsheim dans le département du Haut-Rhin en région Alsace.
Elle est mise en service en 1841 par la Compagnie du chemin de fer de Strasbourg à Bâle et fermée en 2011 par la Société nationale des chemins de fer français (SNCF).
Cette gare ne doit pas être confondue avec la gare de Graffenwald également située à Wittelsheim.

## Situation ferroviaire
Établie à 250 mètres d'altitude, la gare de Wittelsheim est située au point kilométrique (PK) 95,330 de la ligne de Strasbourg-Ville à Saint-Louis, entre les gares de Staffelfelden et de Richwiller.

## Histoire
La « station de Wittelsheim » est mise en service le 15 août 1841 par la Compagnie du chemin de fer de Strasbourg à Bâle, lorsqu'elle ouvre à l'exploitation la section de Colmar à Mulhouse. Elle est établie sur le territoire du ban communal de Wittelsheim, qui compte 1 565 habitants.
Du 15 août 1841 au 31 mai 1842 la station de Wittelsheim délivre des billets à 3 134 voyageurs pour une recette de 3 563,10 francs, auquel s'ajoute 90,15 francs pour le service des bagages et marchandises.
En 2010, Elle était desservie par les trains TER Alsace (ligne de Strasbourg à Mulhouse-Ville).
La fermeture de la gare (tout comme sa voisine de Richwiller) est effective depuis le 11 décembre 2011, en raison d'une importante modification du service ferroviaire local et national à cette date. Les raisons invoquées de cette fermeture sont multiples: mise en service la LGV Rhin-Rhône, dont certains trains sont amenés à circuler sur la ligne de Strasbourg-Ville à Saint-Louis, réaménagement des horaires du TGV Est, accroissement des dessertes locales entre Colmar et Mulhouse ainsi que du fret, mise en place du cadencement, et prise en compte des nombreux travaux d'infrastructure prévus. L'utilisation de la ligne de Strasbourg-Ville à Saint-Louis est ainsi profondément modifiée, contraignant la SNCF à fermer certaines gares parmi les moins fréquentées.

## Service des voyageurs
La gare est fermée. Les gares les plus proches sont celle de Graffenwald, seconde gare de la commune située sur la ligne de Lutterbach à Kruth, et celle de la commune de Staffelfelden située sur la ligne de Strasbourg-Ville à Saint-Louis.